# Gos dels matolls
El gos dels matolls (Speothos venaticus) és un cànid que habita Centreamèrica i Sud-amèrica, incloent-hi Bolívia, Veneçuela, Colòmbia, l'Equador, Guaiana Francesa, Panamà, Guaiana, el Paraguai, l'est del Perú, Surinam i Brasil (menys el nord-est).